# Sea sophronia
Sea sophronia är en fjärilsart som beskrevs av Jean Baptiste Godart 1823. Sea sophronia ingår i släktet Sea och familjen praktfjärilar. Inga underarter finns listade i Catalogue of Life.